# منبره
منبره، روستایی از توابع بخش مرکزی شهرستان البرز در استان قزوین ایران است.

## جمعیت
این روستا در دهستان نصرت‌آباد قرار دارد و براساس سرشماری مرکز آمار ایران در سال ۱۳۸۵، جمعیت آن ۸۶ نفر (۲۰خانوار) بوده‌است.